# سید کاظم علوی‌پناه
پروفسور سید کاظم علوی پناه (زاده ۱۳۳۷ در ابرکوه استان یزد)، استادتمام سنجش از دور و مبدع فرضیه علمی حرارتی در جهان، عضو هیئت علمی گروه سنجش از دور و GIS دانشگاه تهران است. وی برنده جایزه ملی علامه طباطبایی و برگزیده نشان عالی دانش در سال ۱۴۰۲ و از دانشمندان پر تألیف ایرانی به‌شمار می‌رود.

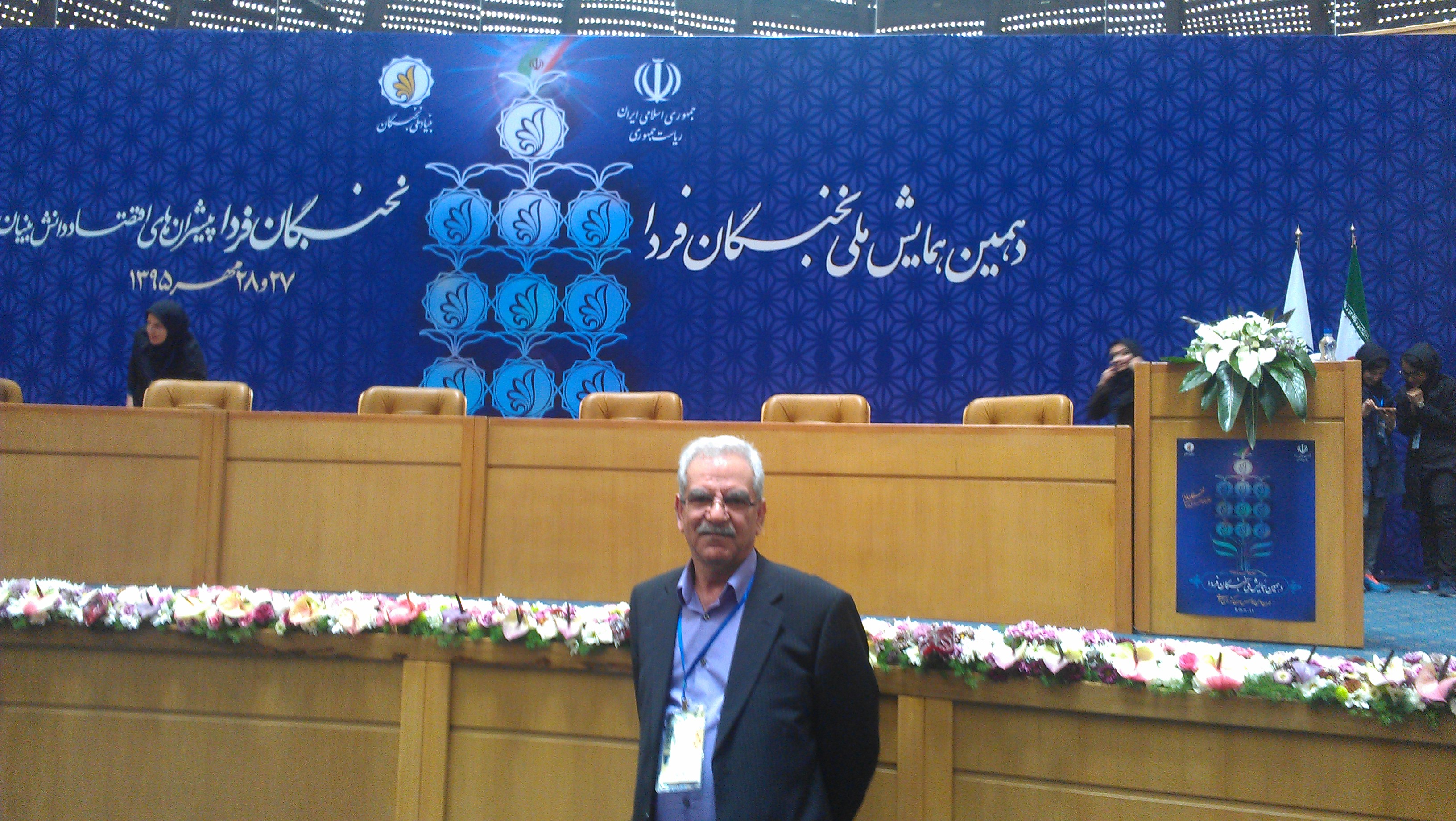
دهمین همایش نخبگان فردا (بنیاد ملی نخبگان)، سالن اجلاس سران

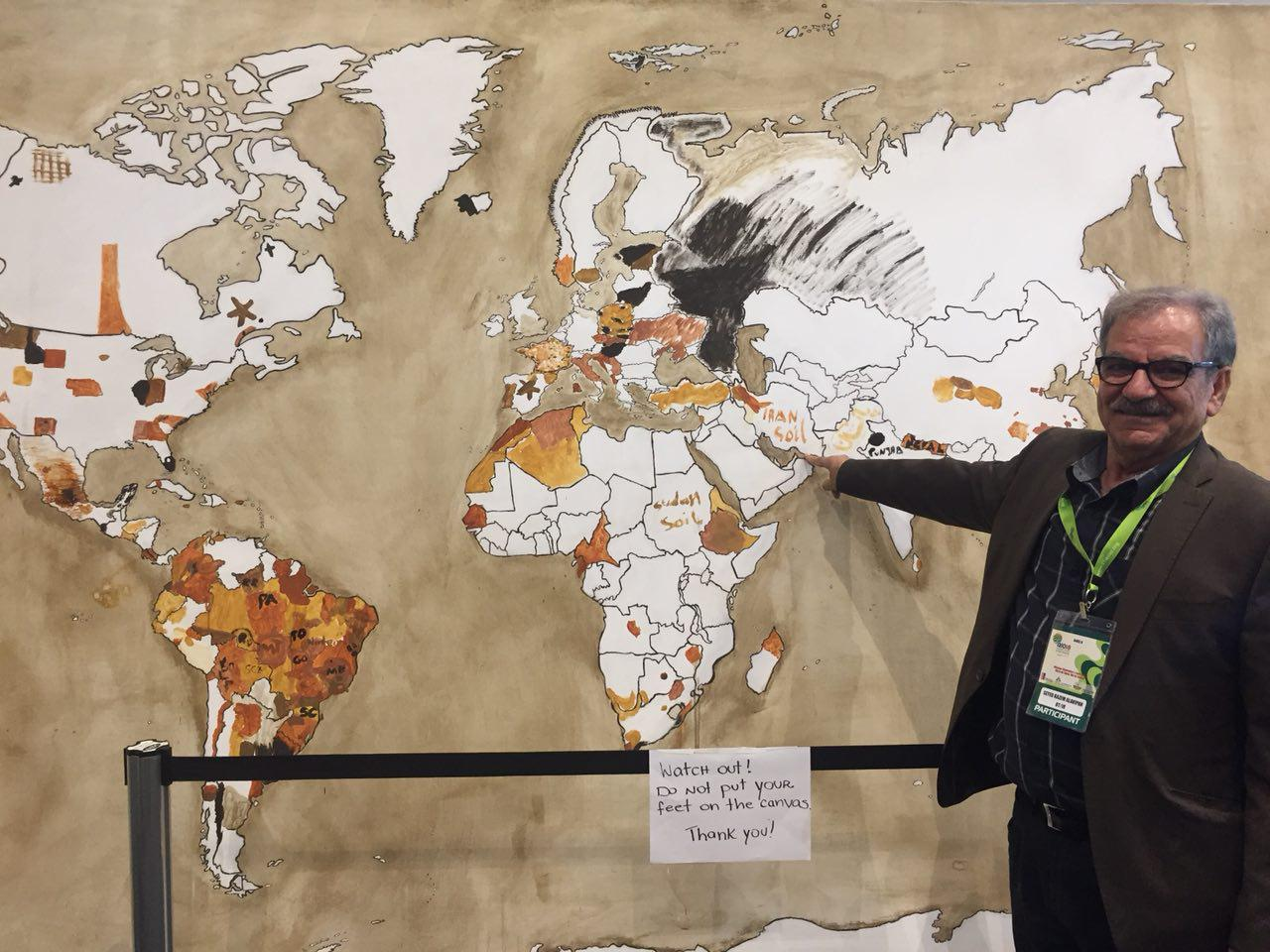
همایش بین‌المللی خاک (کشور برزیل)

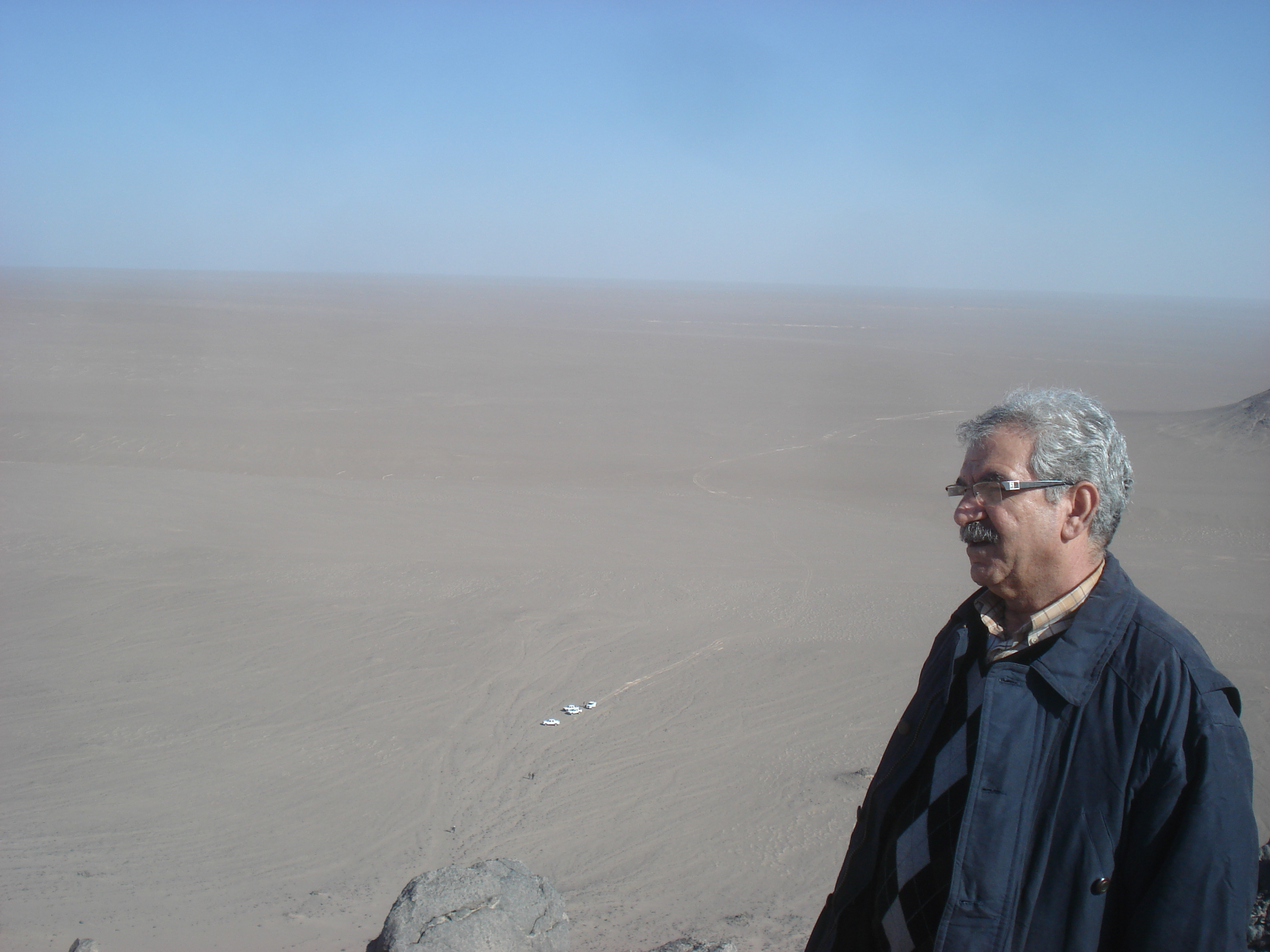
بیابان لوت

## زندگی‌نامه
در سال ۱۳۵۵ وارد دانشکده کشاورزی دانشگاه شیراز شد و در سال ۱۳۶۲ دانش‌آموخته رشته خاک‌شناسی شد. طرح‌های متعددی را در زمینه بیابان زدایی و آب و خاک در وزارت جهاد کشاورزی بر عهده داشت. در سال ۱۳۶۷ دوره کارشناسی ارشد خاک‌شناسی را در دانشگاه تربیت مدرس آغاز و در سال ۱۳۷۰ به پایان رسانید. همان سال به عنوان مربی مرکز تحقیقات بین‌المللی همزیستی با کویر (دانشگاه تهران) مشغول به کار شد. دوره کارشناسی ارشد را در دانشگاه گنت بلژیک در سال ۱۳۷۳ در رشته سنجش از دور و GIS (تخصص خاک‌شناسی) به پایان رسانید و در سال ۱۳۷۶ موفق به دریافت درجه دکتری تخصصی در رشته سنجش از دور و GIS (تخصص خاک‌شناسی) از دانشکده علوم دانشگاه گنت بلژیک شد. در بازگشت با سمت معاونت پژوهشی مرکز تحقیقات بین‌المللی همزیستی با کویر فعالیت داشت و در سال ۱۳۸۱ به عضویت هیئت علمی گروه کارتوگرافی (سنجش از دور و GIS فعلی) دانشکده جغرافیای دانشگاه تهران پیوست.

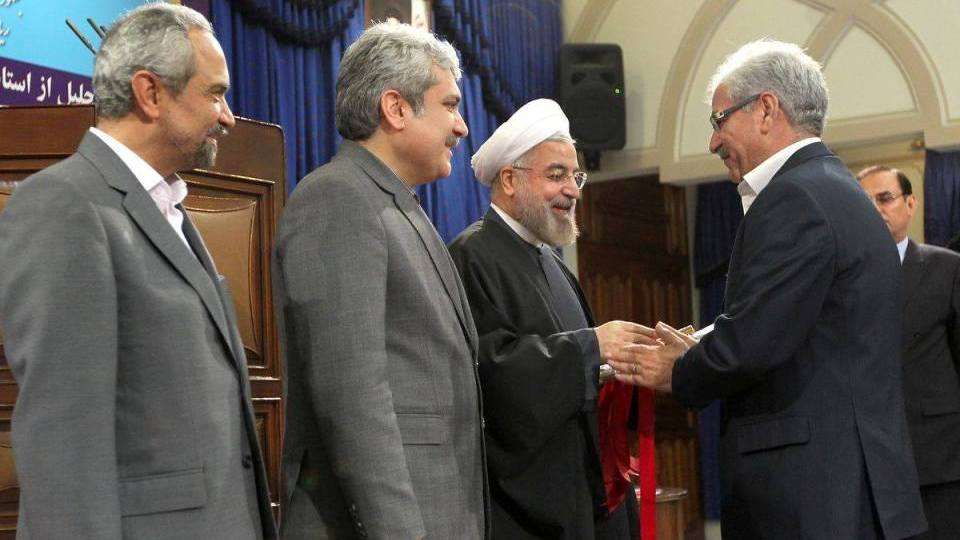
دریافت جایزه ملی علامه طباطبایی از رئیس جمهور دکتر روحانی

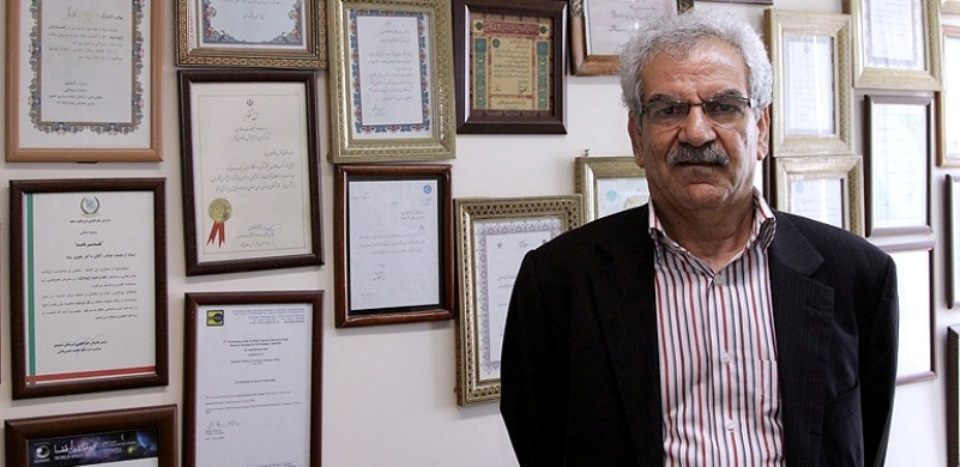
اتاق کار و لوح‌های تقدیر

وی هم‌اکنون به عنوان استاد تمام (پروفسور) در گروه سنجش از دور و GIS دانشگاه تهران به عنوان مدیر این گروه در حال فعالیت است.

## فعالیت‌های علمی و پژوهشی
او هم‌اکنون علاوه بر عضویت در چندین مجمع علمی بین‌المللی و سازمان خواربار جهانی (FAO)، عضو منتخب پنل بین دولتی خاک (FAO ITPS) جهت تهیه گزارش جهانی خاک و تدوین منشور جهانی خاک است.
دکتر سید کاظم علوی پناه همچنین چندین سال بر روی موضوع «حرارت شاخصی از هوشمندی جهان» جهت ثبت آن به عنوان نظریه در حال تلاش می‌باشد. کتاب «رمزگشایی آتش و پدیدارشناسی حرارت» برگرفته از این موضوع می‌باشد که توسط ایشان تألیف شده است.
او همچنین به دلیل دیدگاه‌های مبتنی بر همگرا نمودن علوم، به‌خصوص علوم با هنر و فناوری مقالاتی را به رشته تحریر درآورده است.
سید کاظم علوی پناه دارای بیش از ۱۹۰ مقاله چاپ شده در مجلات معتبر خارجی (ISI) و ارائه شده در کنفرانس‌های معتبر بین‌المللی و بیش از ۱۸۰ مقاله چاپ شده در مجلات علمی و پژوهشی داخلی و کنفرانس‌های ملی می‌باشد.
همچنین کتاب‌های کاربرد سنجش از دور در علوم زمین، کاربرد فناوری اطلاعات در علوم زمین، مبانی سنجش از دور نوین، سنجش از دور شوری خاک، سنجش از دور و سامانه اطلاعات جغرافیایی و همچنین کتاب روش تحقیق در سنجش از دور با تلاش‌های ایشان به چاپ رسیده است. کتاب سنجش از دور حرارتی و کاربرد آن در علوم زمین در سال ۱۳۸۶ موفق به دریافت عنوان کتاب برگزیده دانشگاهی و کتاب شایسته تقدیر جمهوری اسلامی ایران شد. این کتاب همچنین در سال ۱۳۹۴ به عنوان یکی از هشتاد گنج دانشگاه تهران معرفی گردید.

## آثار[۱]
کتاب‌های تألیفی:
- سیدکاظم علوی پناه. "کاربرد سنجش از دور در علوم زمین (خاک)." تهران: انتشارات دانشگاه تهران، 1382.[۱۱]
- سیدکاظم علوی پناه. «سنجش از دور حرارتی و کاربرد آن در علوم زمین.» : انتشارات دانشگاه تهران، 1387.[۱۲]
- سیدکاظم علوی پناه، حمیدرضا متین فر و عمار رفیعی امام. "کاربرد فناوری‌های اطلاعات در علوم زمین (خاک‌شناسی رقومی).": انتشارات دانشگاه تهران، 1387.[۱۳]
- سیدکاظم علوی پناه. «اصول سنجش از دور نوین و تفسیر تصاویر ماهواره‌ای و عکس‌های هوایی.» : انتشارات دانشگاه تهران، 1391.[۱۴]
- سیدکاظم علوی پناه. «رمزگشایی آتش و پدیدارشناسی حرارت از دیرباز تا امروز.» تهران: انتشارات دانشگاه تهران، 1394.[۹]
- سیدکاظم علوی پناه. «علم و عشق.» تهران: ترفند، ۱۳۹۵.

کتاب‌های ترجمه شده:
- سیدکاظم علوی پناه، حسین نصیری و مسعود مینایی. «سنجش از دور ابرطیفی اصول و کاربردها.» تهران: انتشارات نوربخش، ۱۳۸۹.
- سیدکاظم علوی پناه و مسلم لدنی. «سنجش از دور و سامانه اطلاعات جغرافیایی.» : انتشارات دانشگاه تهران، 1390.[۱۵]
- سیدکاظم علوی پناه، حمیدرضا متین فر و هادی عبدالعظیمی. «سنجش از دور شوری خاک.» تهران: انتشارات دانشگاه تهران، 1392.[۱۶]
- سیدکاظم علوی پناه، مرتضی امیدی پور و سید صدرالدین علوی پناه. «روش‌های تحقیق در سنجش از دور.» تهران: انتشارات دانشگاه تهران، ۱۳۹۴.
- سیدکاظم علوی پناه، اسماعیل تازیک و فتاح حاتمی. «سنجش از دور پوشش گیاهی- اصول، روش‌های تفسیر و کاربردها.» تهران: انتشارات دانشگاه تهران، 1395.[۱۷]
- سیدکاظم علوی پناه، سارا عطارچی، و همکاران. «پیشرفت‌هایی در سنجش از دور زیست‌محیطی سنجنده‌ها، الگوریتم‌ها و کاربردها.» تهران: انتشارات دانشگاه تهران، 1395.[۱۸]
- سیدکاظم علوی پناه و جعفر جعفرزاده. «راهنمای علمی سنجش از دور.» تهران: انتشارات دانشگاه تهران، 1397.[۱۹]
- سیدکاظم علوی پناه و جعفر جعفرزاده. «ادغام تصاویر سنجش از دور.» تهران: انتشارات دانشگاه تهران، ۱۳۹۸.[۲۰]
- سیدکاظم علوی پناه. «خیلی دور، خیلی نزدیک (جستارهایی از تفاوت در اندیشه‌ها).» تهران: انتشارات ترفند، ۱۳۹۸.[۲۱]

## افتخارات[۱][۲]
- محقق برگزیده دانشگاه تهران، ۱۳۸۳، نشان علمی از دانشگاه تهران
- استاد نمونه دانشگاه تهران، ‏۱۳۸۴‏
- طرح تحقیقاتی نمونه دانشگاه تهران سال ‏۱۳۸۰‏ در زمینه کاربرد سنجش از دور GIS برای کاربری اراضی
- طرح تحقیقاتی نمونه دانشگاه تهران، سال ‏۱۳۸۲‏ در زمینه مطالعه یاردانگ‌های بیابان لوت با استفاده از سنجش از دور و GIS
- لوح تقدیر از کنفرانس بین‌المللی سنجش از دور و GIS توسط انستیتوی بین‌المللی نقشه‌برداری فضایی و علوم زمین کشورهای هند و هلند
- لوح تقدیر از وزیر کار و امور اجتماعی به مناسبت طرح برگزیده در کشور، ۱۳۷۶
- لوح تقدیر به مناسبت مقاله برگزیده در کنفرانس ژئوماتیک، ‏۱۳۸۱‏
- لوح تقدیر به مناسبت مقاله برگزیده در کنفرانس ژئوماتیک، ۱۳۸۲‏
- انتخاب بهترین مقاله از همایش بین‌المللی طبقه‌بندی خاک در چین، ۱۳۷۰
- لوح تقدیر از برگزاری اولین همایش کاربرد سنجش از دور و GIS در مطالعه وسط لوت مناطق بیابانی ایران
- طرح برگزیده دانشگاه تهران در سال ‏۱۳۸۴‏، طرح رژیم حرارتی بیابان لوت
- لوح تقدیر از وزارت علوم، به مناسبت محقق برگزیده کشوری
- طرح برگزیده دانشگاه تهران در سال ‏۱۳۸۵‏
- کتاب تألیفی برگزیده سال دانشگاهی ۱۳۸۶ (سنجش از دور حرارتی و کاربرد ان در علوم زمین)
- کتاب تألیفی شایسته تقدیر جمهوری اسلامی ایران ۱۳۸۶ (سنجش از دور حرارتی و کاربرد آن در علوم زمین)
- مؤلف برگزیده انتشارات دانشگاه تهران در سال ۱۳۸۷
- کسب کرسی استاد تمامی در دانشگاه تهران از سال ۲۰۰۸
- استاد بین‌الملل دانشگاه تهران در سال ۱۳۹۱
- لوح تقدیر از کنفرانس بین‌المللی SMPR برای ارائه مقاله کلیدی با عنوان " حرارت شاخصی از هوشمندی جهان "
- ارائه نظریه حرارت شاخصی از هوشمندی جهان (رابطه زمان، مکان و حرارت) برای اولین بار، و برگزاری همایش حرارت شاخصی از هوشمندی جهان در دانشگاه تهران، ۱۳۹۰
- اعطا بورسیه Erasmus از دانشگاه Freie برلین- آلمان در سال ۲۰۱۲
- اعطا بورسیه از طرف German Academic Exchange Service از دانشگاه Gottingen آلمان در سال ۲۰۱۰
- سخنران اصلی سمینار Earsel
- راه اندازی دکترای رشته سنجش از دور و سامانه اطلاعات جغرافیایی در دانشکده جغرافیای دانشگاه تهران، ۱۳۹۱
- دریافت جایزه علامه طباطبایی از ریاست جمهوری، ۱۳۹۳
- برگزیده جشنواره بین‌الملل دانشگاه تهران به عنوان اعضای هیئت علمی موفق در کسب موقعیت و جایگاه بین‌المللی، ۱۳۹۸
- پژوهشگر برجسته دانشگاه تهران در بیست و هشتمین جشنواره دانشگاه تهران، ۱۳۹۸